# Гоней Камп
Гоней Камп (англ. Honey Camp) — поселення на північному заході Белізу, в окрузі Ориндж-Волк, на південний схід від адміністративного центру краю.

## Розташування
Гоней Камп знаходиться на низовині Юкатанської платформи в серединній частині Белізу. Місцевість навколо Гоней Кампа рівнинна, помережена невеличкими річками та болотяними озерцями, а саме село стоїть
на березі великого безстічного озера Гоней Камп Лагуна (Honey Camp Lagoon).

## Населення
Населення за даними на 2010 рік становить 1400 осіб. З етнічної точки зору, населення — це суміш: майя, метисів та креолів.
| Рік       | 2000 | 2010 |
| --------- | ---- | ---- |
| Населення | 1114 | 1400 |

## Клімат
Гоней Камп знаходиться у зоні тропічного мусонного клімату. Середньорічна температура становить +24 °C. Найспекотніший місяць квітень, коли середня температура становить +26 °C. Найхолодніший місяць січень, з середньою температурою +21 °С. Середньорічна кількість опадів становить 3261 міліметрів. Найбільше опадів випадає у жовтні, у середньому 404 мм опадів, самий сухий квітень, з 46 мм опадів.